# Angewandte Chemie
Angewandte Chemie (på dansk "Anvendt Kemi") er et ugentligt fagfællebedømt videnskabeligt tidskrift, der udgives af Wiley-VCH på vegne af Gesellschaft Deutscher Chemiker (Tysk Kemisk Sleskab). Udgivelsesformatet inkluderer review, korte informationer, forskningsartikler, minireviews, essays, boganmeldelser, mødereferater, korrespondancer, rettelser og nekrologer. Tidsskriftet indeholder artikler, der dækker alle områder inden for kemi. Ifølge Journal Citation Reports havde tidsskriftet en I-faktor på 16,1 i 2023.